# NGC 782
NGC 782 je galaksija u zviježđu Eridan.

## Vanjske poveznice
- SEDS: NGC 782